# Jan Florián
Jan Florián (* 7. ledna 1975, Praha) je český podnikatel a bývalý politik v letech 2010 až 2013 poslanec Parlamentu ČR za hlavní město Praha, zastupitel městské části Praha 10, dříve člen ODS.

## Vzdělání, profese a rodina
V letech 1989–1992 absolvoval studium na SOU obchodním. V roce 2002 složil maturitu v oborech podnikatelství pro obchod a peněžnictví na Střední podnikatelské škole. Je absolventem Fakulty právních a správních studií Vysoké školy finanční a správní v Praze (2011–2016). Od roku 2000 podniká jako OSVČ. Pracoval jako manažer a partner v několika společnostech. Od roku 2007 předsedal dozorčí radě firmy Praha 10 – Development, a. s.

## Politická kariéra
Do ODS vstoupil v roce 2002. V letech 2002 až 2014 zasedal v zastupitelstvu městské části Praha 10. V letech 2006–2010 působil jako asistent poslance Borise Šťastného.
Ve volbách 2010 byl zvolen do dolní komory českého parlamentu, přestože kandidoval na posledním 36. místě, do vrcholné politiky jej vyneslo 5,14 % preferenčních hlasů.
V srpnu 2013, před hlasováním o důvěře vládě Jiřího Rusnoka, opustil spolu s Tomášem Úlehlou a Karolínou Peake sněmovnu, čímž koalice přišla o většinu 101 hlasů, a koalice de facto zanikla.